# Perfume Clips
『Perfume Clips』（パフューム・クリップス）は、Perfumeのビデオクリップ集。2014年2月12日に徳間ジャパンコミュニケーションズから発売された。

## 概要
Perfumeにとって初となるビデオクリップ集。これまで主にシングル及びアルバムの初回限定のみにしか収録されていなかった徳間ジャパン在籍時代(一部除く)のビデオクリップを1本化。全22作品のMVとライヴ映像を新編集した「チョコレイト・ディスコ -Historical Live Act Version-」を収録。「シークレットシークレット」は今作で初収録となった。「ポリリズム (NHK・公共広告機構（現：ACジャパン）CM Version)」、「love the world (Color Version)」、「NIGHT FLIGHT」は未収録である。
初回限定盤の特典ディスクには、メンバー自身が全23曲のビデオクリップを4倍速で観ながら当時の思い出や裏話を語りつくす「Perfume Clips 4倍速オーディオコメンタリー」の他、「マカロニ」の個人バージョン、「微かなカオリ」の通称“縦型Version”、「I still love U」の“ネタばらしVersion”、テレビスポット25種類が収められる。
またDVD、Blu-rayともに初回限定盤のジャケットは、彼女たちのビデオクリップをマルチ画面のように並べた、レンチキュラー印刷による“動くジャケット”仕様になっている。
DVDは3.4万枚、Blu-ray Disc（BD）は5.2万枚を売り上げ、2/24付週間DVD、BDの両ランキングでそれぞれ総合1位に初登場。合算で8.6万枚を売り上げ、週間総合ミュージックDVD・BDランキングでも首位となり、3冠を達成した。Perfumeの音楽DVD作品が総合首位を獲得したのは、『Perfume First Tour 『GAME』』（2008年10月発売）から7作連続。これまで自身と宇多田ヒカルが持っていた「女性アーティストの音楽DVD作品による連続総合首位獲得記録」の6作を更新し、単独で歴代1位となった。

## 収録映像
1. リニアモーターガール
2. コンピューターシティ
3. エレクトロ・ワールド
4. チョコレイト・ディスコ
5. Twinkle Snow Powdery Snow
6. ポリリズム
7. Baby cruising Love
8. マカロニ
9. シークレットシークレット
10. love the world
11. Dream Fighter
12. ワンルーム・ディスコ
13. I still love U
14. 不自然なガール
15. ナチュラルに恋して
16. VOICE
17. ねぇ
18. レーザービーム -FULL Ver.-
19. GLITTER
20. スパイス
21. 微かなカオリ -TV Ver.-
22. FAKE IT
23. チョコレイト・ディスコ -Historical Live Act Version-

### 初回限定盤DISC
- Perfume Clips 4倍速オーディオコメンタリー
- マカロニ -A-CHAN Version-
- マカロニ -KASHIYUKA Version-
- マカロニ -NOCCHI Version-
- I still love U -ネタばらしVersion-
- 微かなカオリ -縦型Version-
- TV-SPOT集（全25種類）